# Tak to widzę
Tak to widzę – drugi album studyjny polskiego rapera Pona. Wydawnictwo ukazało się 12 czerwca 2006 roku nakładem wytwórni muzycznej Prosto w dystrybucji Fonografiki. Nagrania wyprodukowali DJ Dobry Chłopak, Waco, Fred, Jędker, Pono, Korzeń, Dies, Trip, Wełniak oraz Norbenz. Z kolei wśród gości na płycie znaleźli się m.in. Ero, Wilku WDZ i Bilon.
Album dotarł do 14. miejsca notowania OLiS. W 2012 roku ukazało się wznowienie płyty.

## Lista utworów
Opracowano na podstawie materiału źródłowego.
1. „Intro” (produkcja: DJ Dobry Chłopak, Waco) – 1:36
2. „Manifest” (sampler, sekwencer: Fred, produkcja: Waco, Fred) – 3:22
3. „Chwila zwątpienia” (produkcja: Fred, Pono, gitara: Jasio, śpiew: Paulina) – 3:29
4. „Sposób na życie” (produkcja: Jędker) – 2:29
5. „Nowy ład” (produkcja: Fred, Pono, Waco, scratche: DJ Dobry Chłopak) – 4:19
6. „Historia jednego bucha” (produkcja: Jędker, śpiew: Ania S., scratche: DJ Dobry Chłopak) – 3:42
7. „A idź Ty” (produkcja: Korzeń, Fred, Waco) – 2:48
8. „Pierdolę to” (produkcja: Dies) – 4:06[A]
9. „Mentalność” (produkcja: Waco, Trip) – 3:25
10. „Instynkt” (produkcja: Korzeń, Fred, gościnnie: Ero, Wilku WDZ) – 3:22
11. „Misterium” (produkcja: Wełniak, Fred, Waco) – 4:25
12. „Policyjne Miasto” (narrator: Norbenz, gościnnie: Bilon, Fred, produkcja: Waco, scratche: DJ Dobry Chłopak) – 4:10
13. „Braterstwo” (gitara basowa, syntezator: Waco, trąbka: Korzeń, śpiew: Ania W., produkcja: Fred, Waco) – 3:16
14. „Robię swoje” (gościnnie: Fred, Koro, produkcja: Fred) – 3:17
15. „Outro” (produkcja: DJ Dobry Chłopak, Waco) – 0:23

Notatki
- A^ W utworze wykorzystano sample z piosenki „Wishing on a Star” w wykonaniu Rose Royce[4].

Single
| Robię co chcę |
| --- |
| 1. „Pierdolę to” (produkcja: Dies) – 4:08 2. „Pierdolę to (wersja radiowa) (produkcja: Dies) – 4:07 3. „Pierdolę to” (Skit Jędker) (produkcja: Jędker) – 1:23 4. „Pierdolę to” (Korzeń Remix) (produkcja: Korzeń) – 3:45 5. „Robię swoje” (produkcja: Fred, Waco) – 3:32 |